# 福島県道225号会津柳津停車場線
福島県道225号会津柳津停車場線（ふくしまけんどう225ごう あいづやないづていしゃじょうせん）は、福島県河沼郡柳津町にある一般県道である。

## 路線概要
- 起点：河沼郡柳津町柳津字下大平甲（JR只見線 会津柳津駅前）
- 終点：河沼郡柳津町柳津字一玉甲番
- 総延長：1.780 km[1]
  - 実延長：0.865 km
- 路線認定年月日：1959年8月31日[2]

### 重用区間
- 福島県道151号山都柳津線（柳津字諏訪町甲～柳津字上川原甲）
- 福島県道53号会津高田柳津線（柳津字上川原甲～柳津字下平乙〈終点〉）

## 接続・交差する道路
- 福島県道151号山都柳津線（柳津字諏訪町甲）
- 福島県道53号会津高田柳津線（柳津字上川原甲）
- 国道252号（柳津字下平乙 終点）

## 沿線
- 福満虚空蔵尊円蔵寺
  - 門前の通りには土産物屋が軒を連ね、粟饅頭をふかす蒸気が道にまで噴き出している。